# 圣弗朗索瓦-拉克鲁瓦
圣弗朗索瓦-拉克鲁瓦（法語：Saint-François-Lacroix，法語發音：[sɛ̃ fʁɑ̃swa lakʁwa]）是法国摩泽尔省的一个市镇，位于该省北部，属于福尔巴克-布莱摩泽尔区。该市镇于1809年由原市镇圣弗朗索瓦（Saint-François）和拉克鲁瓦（Lacroix）合并而成。

## 地理
圣弗朗索瓦-拉克鲁瓦（49°21'11"N, 6°27'40"E）面积7.33 平方千米，位于法国大東部大區摩泽尔省，该省份为法国东北部内陆省份，是洛林的一部分，西南接默尔特-摩泽尔省，东临下莱茵省，北与卢森堡和德国接壤。
与圣弗朗索瓦-拉克鲁瓦接壤的市镇（或旧市镇、城区）包括：比比什、肯普利什、劳默斯费尔德、门斯基什、莫讷伦、瓦尔德韦斯特罗夫。
圣弗朗索瓦-拉克鲁瓦的时区为UTC+01:00、UTC+02:00（夏令时）。

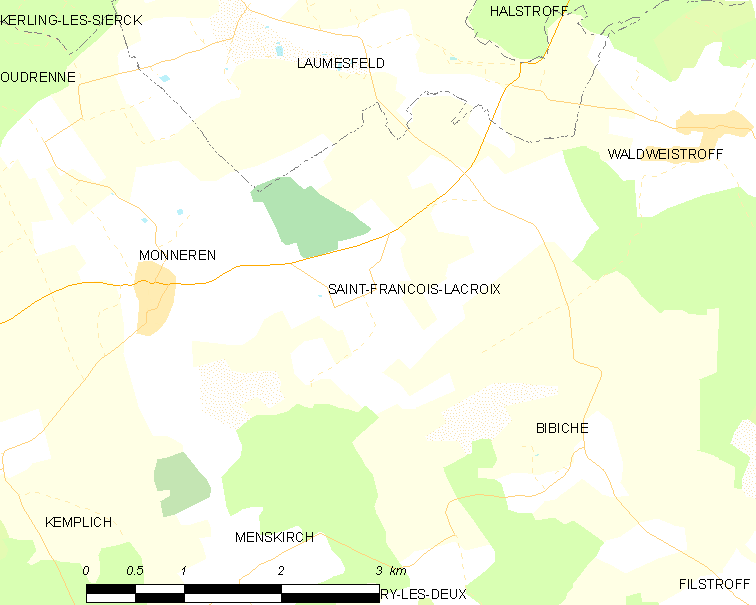
圣弗朗索瓦-拉克鲁瓦的OSM定位图

## 行政
圣弗朗索瓦-拉克鲁瓦的邮政编码为57320，INSEE市镇编码为57610。

## 政治
圣弗朗索瓦-拉克鲁瓦所属的省级选区为布宗维尔县。

## 人口

1962-2008年间圣弗朗索瓦-拉克鲁瓦人口变化图示

圣弗朗索瓦-拉克鲁瓦于2022年1月1日时的人口数量为322人。